# Evdokiya Rostopchina
Evdokiya Petrovna Rostopchina (en ruso: Евдокия Петровна Ростопчина; 23 de diciembre de 1811-3 de diciembre de 1858) fue una poetisa rusa.

## Trayectoria
Tras perder a su madre con seis años, creció en Moscú en la familia de su abuelo materno, Ivan Alexandrovich Pashkov. A la joven le gustaba leer y aprendió alemán, francés, italiano e inglés.
En 1831, su amigo Pyotr Vyazemsky publicó su primer poema, Talismán, en su almanaque Severnye Tsvety (Flores del Norte ). En 1833 se casó con el conde Andrey Fedorovich Rostopchin, un hijo rico del ex comandante en jefe de Moscú, Fyodor Rostopchin.
En 1836, la familia se trasladó a San Petersburgo, donde la condesa fue bien recibida en la alta sociedad intelectual de la capital. Su obra literaria fue apoyada por poetas como Lermontov, Pushkin, Zhukovsky. Ogarev, Mey y Tyutchev le dedicaron sus poemas. Su popular salón literario acogió a invitados tan famosos como Gogol.
Los poemas sobre el amor no correspondido constituyeron gran parte de su poesía. En 1839 publicó un libro Descripciones de la alta sociedad, que fue ignorado tanto por lectores como por críticos. Aunque Rostopchina también escribió prosa y comedia, estas obras no tuvieron éxito.
Durante su viaje al extranjero en 1845, la poeta escribió una balada alegórica llamada Matrimonio forzado, en el que condenó las relaciones de Rusia con Polonia. Por orden del enfurecido Nicolás I, se le prohibió aparecer en la capital. Hasta la muerte del zar vivió en Moscú.
Rostopchina continuó escribiendo poemas, obras de teatro y traducciones, pero el interés del público por su obra disminuyó. En los últimos años de su vida ridiculizó varios movimientos literarios en Rusia lo que provocó su aislamiento. Tras dos años de enfermedad, murió el 3 de diciembre de 1858.